# Gonomyia (Gonomyia) bihamata
Gonomyia (Gonomyia) bihamata is een tweevleugelige uit de familie steltmuggen (Limoniidae). De soort komt voor in het Nearctisch gebied.
De wetenschappelijke naam voor de soort werd voor het eerst gepubliceerd in 1943 door Charles Paul Alexander.